# Palicourea holmgrenii
Palicourea holmgrenii är en måreväxtart som beskrevs av Paul Carpenter Standley. Palicourea holmgrenii ingår i släktet Palicourea och familjen måreväxter. IUCN kategoriserar arten globalt som nära hotad. Inga underarter finns listade i Catalogue of Life.